# Белолобый капуцин
Белолобый капуцин (лат. Cebus albifrons) — вид приматов семейства цепкохвостых обезьян, обитающих в Центральной и Южной Америке.

## Описание
Белолобые капуцины — одни из самых маленьких капуцинов. Голова небольшая, тело худощавое, конечности длинные и тонкие. Шерсть коричневая на спине, светло-коричневая на брюхе и груди. Часто присутствует красноватый или жёлтый оттенок. Шерсть на спине длинная и мягкая, на брюхе короткая и жёсткая. На голове круглая тёмная отметина. Перед отметиной у самок хохолок. Шерсть на лице светлая, по краям лица белая. По спине идёт тёмная полоса. Цвет конечностей от жёлтого до красно-коричневого. Выражен половой диморфизм: самцы крупнее самок, кончик хвоста у самцов более светлый. Во время сухого сезона шерсть обычно более светлая и темнеет во время сезона дождей.

## Распространение
Встречаются на северо-западе Южной Америки, включая Эквадор, Колумбию Венесуэлу, восток Перу и Бразилию.

## Поведение
Образуют большие группы от 15 до 35 особей. Во главе группы стоят доминантные самка и самец. Белолобые капуцины очень социальны и проводят много времени за грумингом. Доминантные особи практические никогда не делают груминг другим членам группы, при этом имеют приоритет в получении груминга.
Как и другие капуцины, представители этого вида не имеют чёткого сезона размножения, однако большинство рождений приходится на сухой сезон. Самка приносит приплод раз в один или два года. Беременность длится от 150 до 160 дней. В помёте обычно один детёныш. Самцы принимают участие в воспитании потомства. Половая зрелость наступает в возрасте около трёх лет.

## Рацион
В рационе преимущественно фрукты. Дополнением к рациону служат насекомые и мелкие позвоночные, а также орехи, семена и нектар.

## Классификация
Классификация белолобых капуцинов весьма затруднена и дискуссионна. Филип Гершковиц (1949) выделял 13 подвидов:
- Cebus albifrons albifrons Humboldt, 1812
- Cebus albifrons hypoleucus Humboldt, 1812
- Cebus albifrons malitiosus Elliot, 1904
- Cebus albifrons cesarae Hershkovitz, 1949
- Cebus albifrons pleei Hershkovitz, 1949
- Cebus albifrons versicolor Pucheran, 1917
- Cebus albifrons leucocephalus Gray, 1865
- Cebus albifrons adustus Hershkovitz, 1949
- Cebus albifrons unicolor Spix, 1823
- Cebus albifrons yuracus Hershkovitz, 1949
- Cebus albifrons cuscinus Gray 1901
- Cebus albifrons aequatorialis Allen, 1921
- Cebus albifrons trinitatis Von Pusch 1941

Согласно другой классификации (Hernández-Camacho & Cooper, 1976) выделяется 5 подвидов: Cebus albifrons malitiosus, Cebus albifrons cesarae, Cebus albifrons versicolor, Cebus albifrons adustus и Cebus albifrons unicolor
Современная классификация (Groves, 2005) выделяет шесть подвидов:
- Cebus albifrons albifrons
- Cebus albifrons cuscinus (C. a. yuracus как младший синоним)
- Cebus albifrons unicolor
- Cebus albifrons trinitatis
- Cebus albifrons aequatorialis
- Cebus albifrons versicolor (C. a. leucocephalus, C. a. malitiosus, C. a. adustus, C. a. cesarae и C. a. pleei как синонимы)

По итогам молекулярных исследований (Boulbi, 2012) было предложено поднять подвиды C. a. malitiosus, C. a. cesarae, C. a. versicolor, C. a. leucocephalus, C. a. unicolor, C. a. yuracus, C. a. cuscinus, C. a. trinitatis (=C. a. brunneus) и C. a. aequatorialis до ранга вида.